# 守礼門

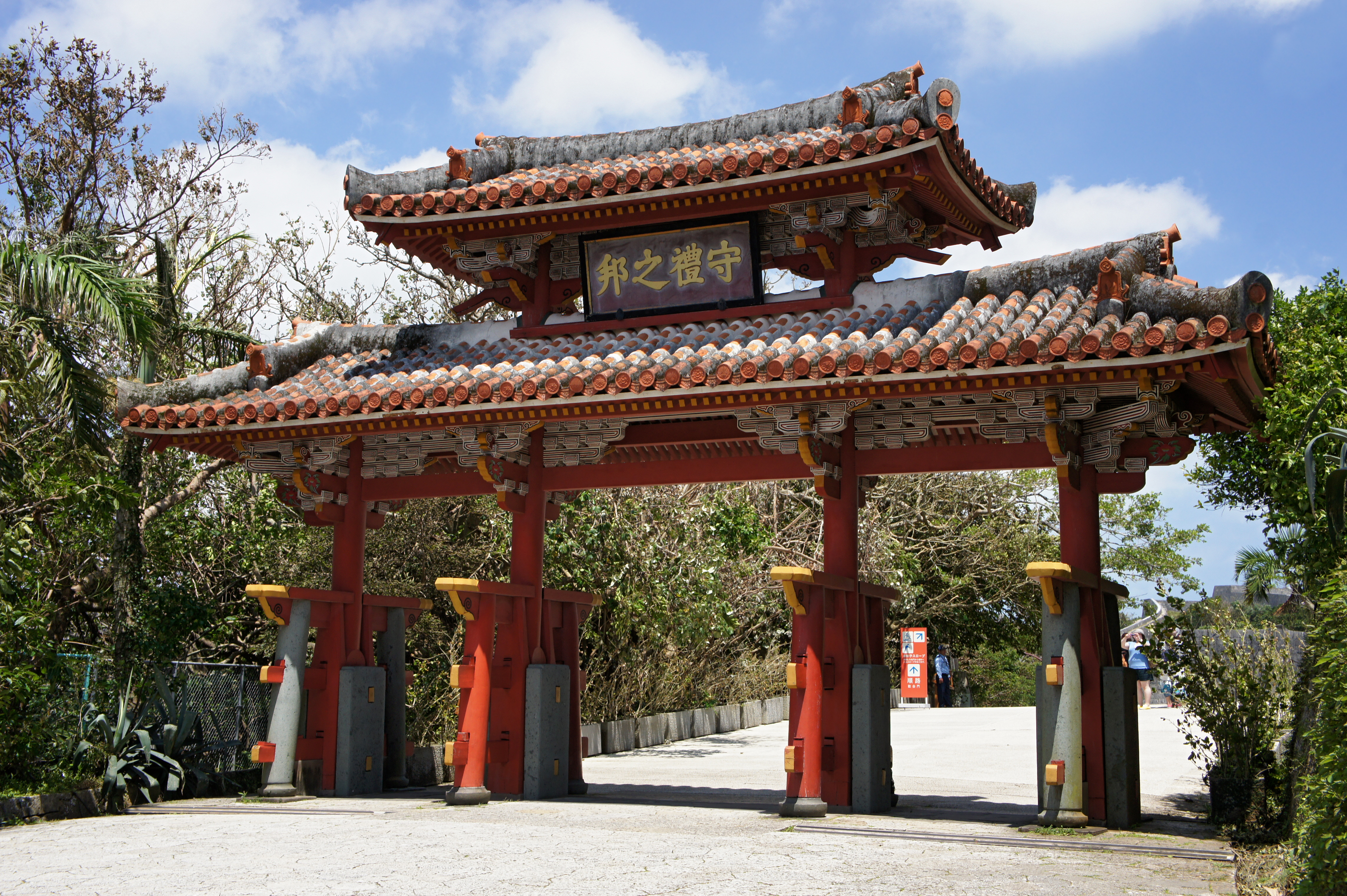
守礼門

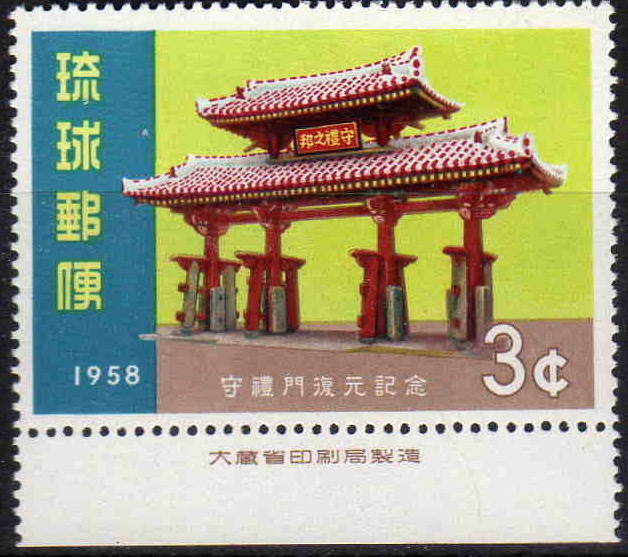
守礼門復元記念切手 (1958年)

守礼門（しゅれいもん）は、沖縄県那覇市首里にある首里城歓会門の外、首里を東西に貫く大通りである「綾門大道」（アイジョウウフミチ または アヤジョウウフミチ とも）の東側に位置する牌楼型の門（楼門）。「上の鳥居」や「上の綾門」の別名をもつ首里城の第二の坊門である。
第二尚氏王朝の時代、中国からの冊封使が琉球に来た際には、国王以下の高官らが守礼門まで出迎え三跪九叩頭の礼をとっていた。沖縄戦で全壊したが、1958年（昭和33年）に再建され、1972年（昭和47年）5月12日に「旧首里城守礼門」として沖縄県指定有形文化財となった。

## 概要

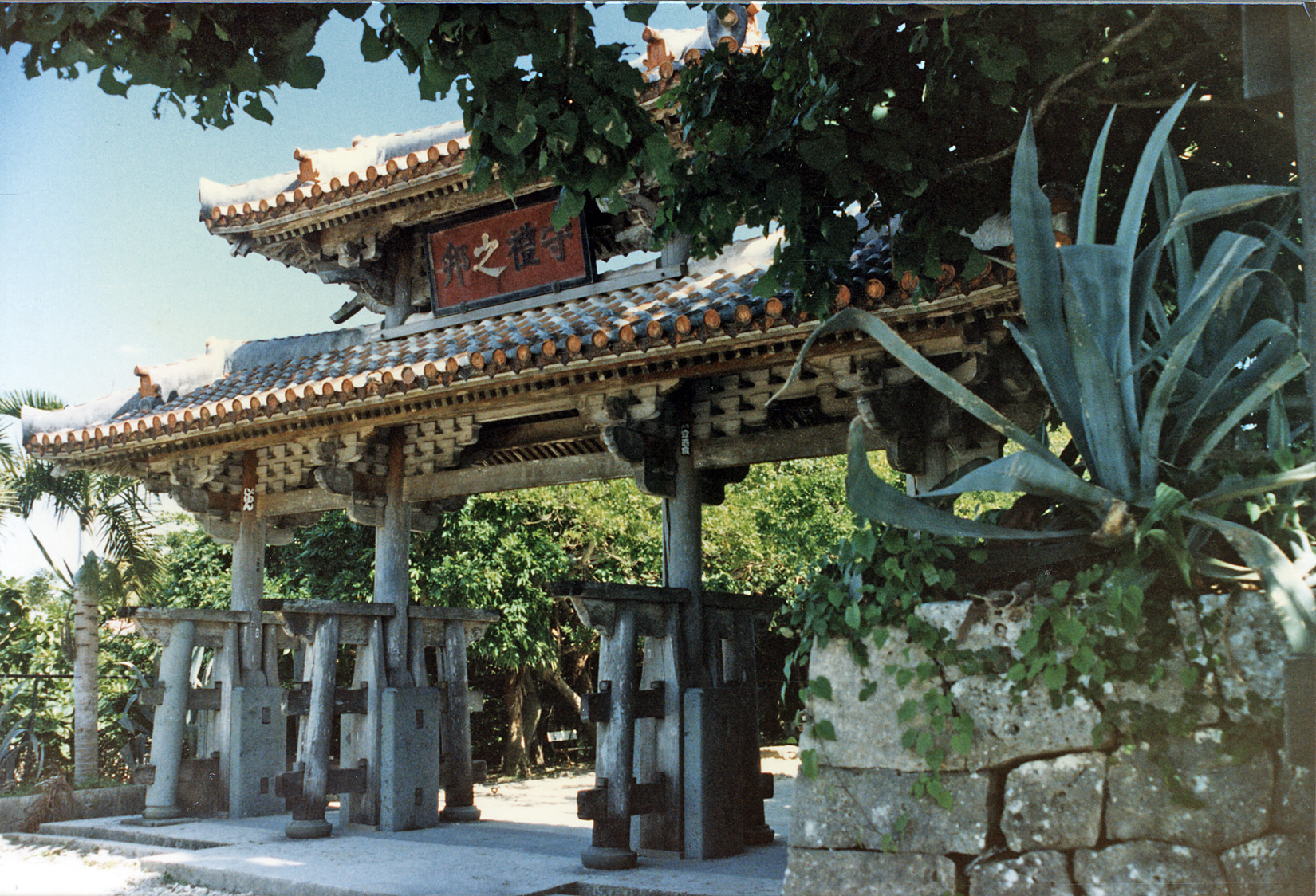
首里城再建に伴い色を塗り直される前の守礼門

首里城の第一の坊門である中山門（俗称、下の鳥居、下の綾門）に対して、守礼門は第二の坊門にあたる（俗称、上の鳥居、上の綾門）。創建時期は琉球王国第二尚氏王朝4代目の尚清王（在位1527年 - 1555年）の時代とされている。守礼門は「待賢門」や「首里門」とも称された。なお、中山門は1908年（明治41年）に撤去されており現存しない（後述）。
守礼門は櫓付きの門である牌楼で、構造は三間入母屋造重層となっており、屋根は琉球赤瓦で葺かれている。
門には当初は「待賢」の扁額が掲げられていたが、後に「首里」の扁額が掲げられるようになった。6代尚永王（在位1573年 - 1588年）の代に「守禮之邦」の四字額の扁額が作られ、中国から冊封使が来ている間のみ「守禮之邦」の扁額を掲げていたが、10代尚質王（在位1648年 - 1668年）の代の後期には「守禮之邦」の扁額を常掲するようになった。

## 創建と変遷
首里城には第一の国門として中山門が1428年に建てられていた。守礼門が創建されたのは、そのおよそ100年後で中山門の同型同大として建造された（なお中山門は1908年（明治41年）に払い下げとなり撤去されている）。
1929年（昭和4年）の国宝保存法制定により守礼門は首里城正殿や歓会門等とともに国宝（旧国宝）に指定された。1936年（昭和11年）から修復工事に入り、翌年に修復を完了した。
しかし、1945年（昭和20年）の沖縄戦で全壊。1956年（昭和31年）2月に守礼門復元期成会が結成され、同期成会から琉球政府文化財保護委員会に復元工事が委嘱され、1957年（昭和32年）8月に着工し、1958年（昭和33年）10月に復元された。
復元から30年以上経過した1992年（平成4年）の時点で、守礼門には木部の朱塗り塗膜の剥落、白カビの発生、土盤の沈下による敷石の亀裂などがみられるようになり、同年6月から10月にかけて破損部分の補修と塗装が実施された。その後、1998年（平成10年）と1999年（平成11年）に老朽化した軒瓦の取り替え及び漆喰の塗り替え補強工事が実施された。

## 備考

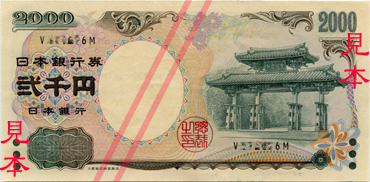
二千円紙幣D券の表面

かつては旧首里城の敷地内に門だけがポツンと再建されていたため、パンフレットやガイドブックで守礼門の写真を見てわざわざ訪れた観光客が落胆するという「ガッカリ名所」の一つにあげられる事が多かった。しかし首里城本殿再建後はそのような声は減り、D弐千円券の図柄として採用されるなど沖縄の象徴的建造物となっている。

## アクセス
- 首里城を参照。